# Radzików (Łagiewniki)

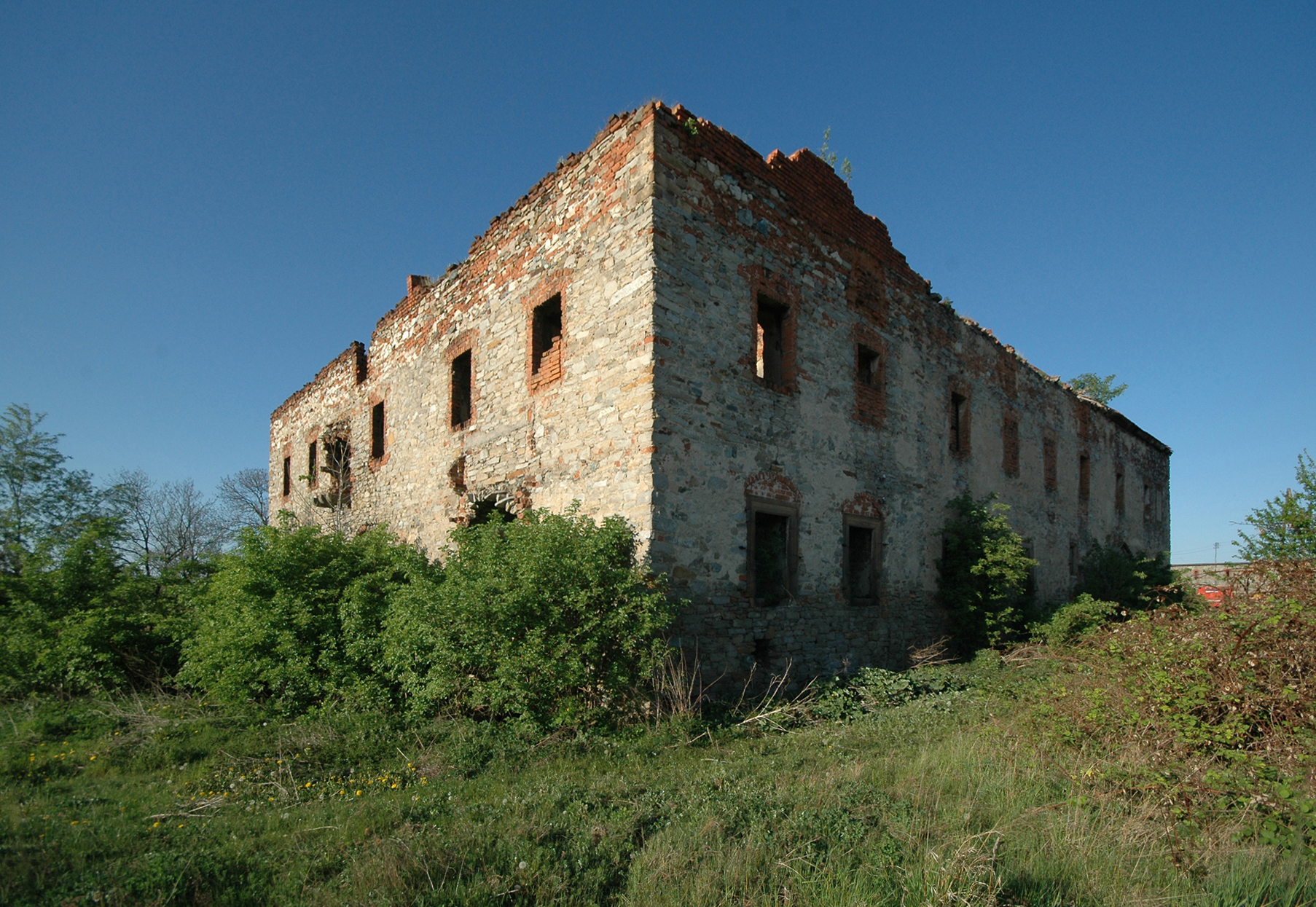
Schlossruine Rudelsdorf

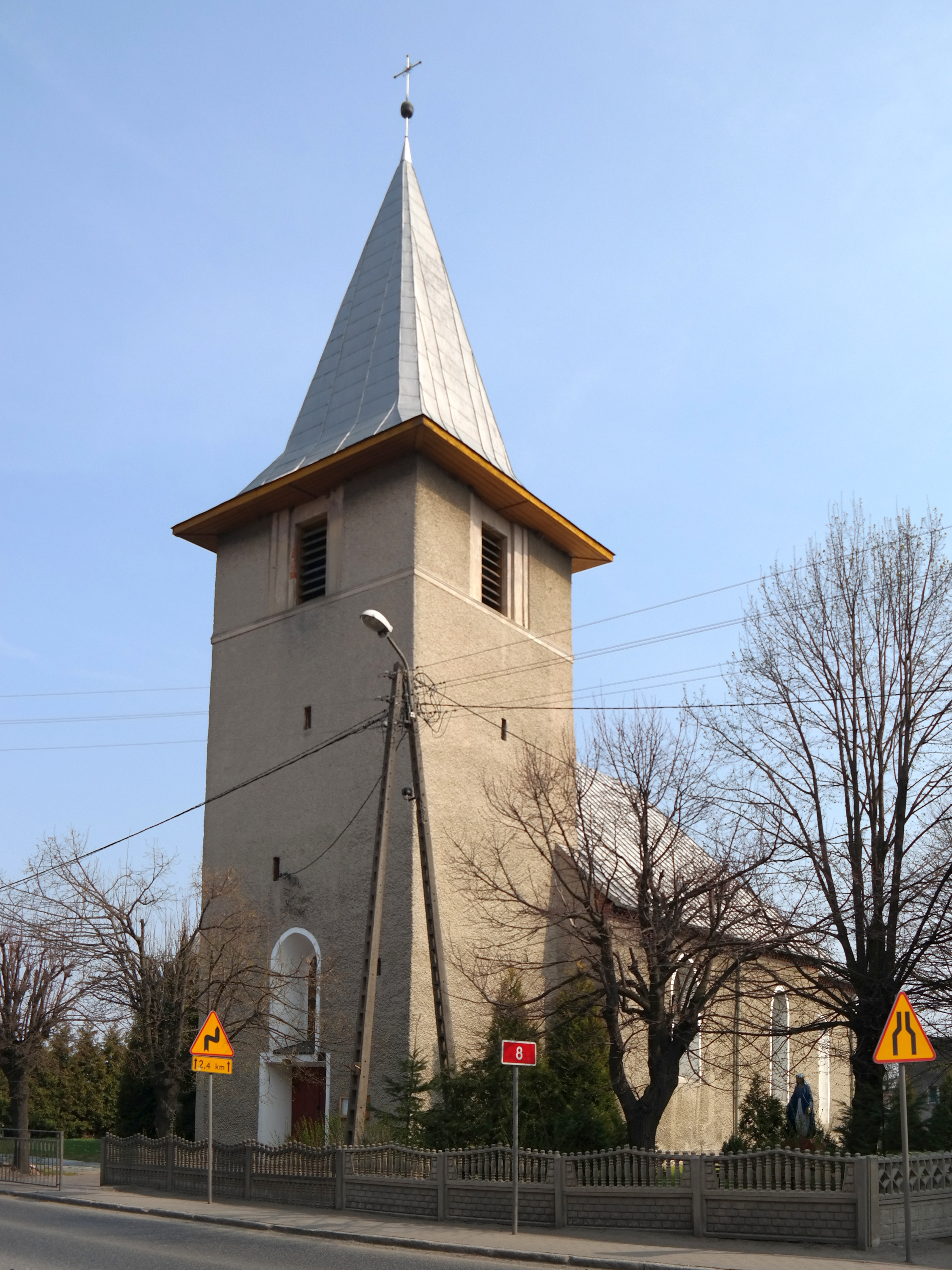
Kirche St. Peter und Paul in Radzików

Radzików (deutsch Rudelsdorf bei Nimptsch) ist ein Dorf in der Landgemeinde Łagiewniki (Heidersdorf) im Powiat Dzierżoniowski der Woiwodschaft Niederschlesien in Polen.

## Lage
Das Dorf liegt etwa drei Kilometer nördlich von Dzierżoniów (Reichenbach) und 38 Kilometer südlich von Breslau. Nachbarorte sind Sokolniki (Wättrisch) im Nordwesten, Trzebnik (Trebnig) im Nordosten, Pożarzyce (Poseritz) im Osten und Łagiewniki (Heidersdorf) im Süden.

## Geschichte
1335 wurde im Zehntregister des Päpstlichen Nuntius Galhardus eine „ecclesia de villa Rudolphi“ erwähnt. 1370 erscheint der Ort in einer Urkunde als „Rudolffdorf“. Die Ortsbezeichnung geht wahrscheinlich auf einen Lokator Namens Rudolph zurück, der im Zuge der Ostkolonisation deutsche Siedler anwarb. Politisch gehörte Rudelsdorf zum piastischen Herzogtum Brieg, das Herzog Bolesław III. 1329 als ein Lehen der Krone Böhmen unterstellte. Nach dem Tod des letzten Brieger Herzogs Georg Wilhelm fiel Rudelsdorf zusammen mit dem Herzogtum Brieg als erledigtes Lehen durch Heimfall an Böhmen zurück.
Das Dorf war vormals bedeutend größer. Dem Volksglauben nach ging ein Anwesen bzw. Hofhaus an der Dorfstraße aus einer Burg hervor. Es war durch unterirdische Gänge mit dem dortigen Schloss verbunden. Im 16. Jahrhundert waren die Grundherren die Herren von Senitz. 1529/30 führte Kaspar und Balthasar von Senitz in Rudelsdorf die lutherische Religion ein. Seit ca. 1750 gehörte das Gut der Familie von Schickfuß, darunter 1774 Kaspar Leopold von Schickfuß. 
Nach dem Ersten Schlesischen Krieg 1741/42 kam Rudelsdorf mit dem größten Teil Schlesiens an Preußen. Die alten Verwaltungsstrukturen wurden aufgelöst und Rudelsdorf in den Kreis Nimptsch eingegliedert, mit dem es bis 1932 verbunden blieb. Seit 1815 Teil des Regierungsbezirkes Reichenbach und nach dessen Auflösung 1820 des Regierungsbezirkes Breslau in der Provinz Schlesien. 1832 betrug der Erb-Wert des Gutes 6000 Reichstaler. 1845 war Rudelsdorf in Besitz des Leutnants im 11. Landwehr-Regiment Ludwig George Friedrich Alexander von Schickfuß. 1845 sind für Rudelsdorf belegt: 65 Häuser, ein herrschaftliches Schloss, zwei Vorwerke, 437 Einwohner, davon 22 katholisch und der Rest evangelisch, eine evangelische Pfarrkirche mit Widum unter dem Patronat der Grundherrschaft, eine evangelische Schule, eine Lokalie, eine Brau- und eine Brennerei, 15 Handwerker und vier Händler. Zur evangelischen Parochie waren im 19. Jahrhundert eingepfarrt und eingeschult: Rudelsdorf, Poseritz, Groß- und Klein Trebnitz. Nur eingeschult war das Dorf Wättrisch. Katholisch war Rudelsdorf nach Rothschloss gepfarrt. 
Seit 1874 gehörten die Landgemeinde Rudelsdorf und der gleichnamige Gutsbezirk zum Amtsbezirk Wättrisch. Ab 1880 war der Amtsvorsteher der Freigutsbesitzer Stein in Rudelsdorf. Nach der Auflösung des Landkreises Nimptsch 1932 wurde Rudelsdorf dem neu geschaffenen Landkreis Reichenbach/Eulengebirge zugeteilt. Als Folge des Zweiten Weltkriegs fiel Rudelsdorf mit dem größten Teil Schlesiens 1945 an Polen. Nachfolgend wurde es in Radzików umbenannt. Die deutsche Bevölkerung wurde – soweit sie nicht schon vorher geflohen war – vertrieben. Die neu angesiedelten Bewohner stammten teilweise aus Ostpolen, das an die Sowjetunion gefallen war.

## Sehenswürdigkeiten
- Die römisch-katholische Kirche St. Peter und Paul (polnisch Kościół pw. św. Piotra i Pawła) diente bis 1945 als evangelisch-lutherische Pfarrkirche Johannes der Täufer. Der Vorgängerbau aus dem Ende des 14. Jahrhunderts wurde durch einen Neubau aus dem 16. bis 17. Jahrhundert ersetzt und im 18. Jahrhundert erweitert. In den Wirren des Dreißigjährigen Krieges wurde die Kirche 1633 zum Wachhaus umfunktioniert und schließlich durch einen Brand zerstört, 1694 geschlossen und 1705 den Katholiken übergeben. Im Zuge der Altranstädter Konvention erfolgte 1707 die Restitution. 1774 veranlasste die damalige Lehensherrschaft Kaspar Heinrich Leopold von Schickfuß und der inkorporierte Mitstand Karl Wilhelm von Poser, Erbherr auf Trebnitz und Petersdorf, den Bau einer neuen Sakristei auf eigene Kosten. Die Ausstattung ist im Barockstil gehalten.
- Die Schlossruine Rudelsdorf (Dwór w Radzikowie) wurde in der ersten Hälfte des 16. Jahrhunderts erbaut, im 17. Jahrhundert vergrößert. Der Wiederaufbau erfolgte Anfang des 19. Jahrhunderts. Nach 1945 blieb das Gebäude ungenutzt und verfiel. Das Schloss ist umgeben von Resten eines Wassergrabens, mit landwirtschaftlichen Gebäuden aus dem 19. bis 20. Jahrhundert.[4]